# 살렙
살렙(튀르키예어: salep)은 난초속 식물의 덩이줄기로 만든 가루이다. 글루코만난이라는 전분질 다당류가 함유된 살렙 가루는 오스만 제국의 영향력 아래 있었던 지역에서 음료나 후식으로 소비된다.

## 음료
살렙은 터키의 겨울 음료이다. 난초속 식물의 덩이줄기를 햇볕에 말린 뒤 가루로 빻아 꿀과 우유 등을 넣고 저으면서 끓여 만든다.

## 다른 쓰임새
터키식 아이스크림인 돈두르마도 살렙 가루로 만든다.